# Biblioteca Pública de Airdrie
La Biblioteca Pública de Airdrie es una biblioteca pública de Airdrie, North Lanarkshire, Escocia. Desde su fundación, la biblioteca ha ocupado varios edificios.

## Historia de los dos edificios de la biblioteca Carnegie y del observatorio

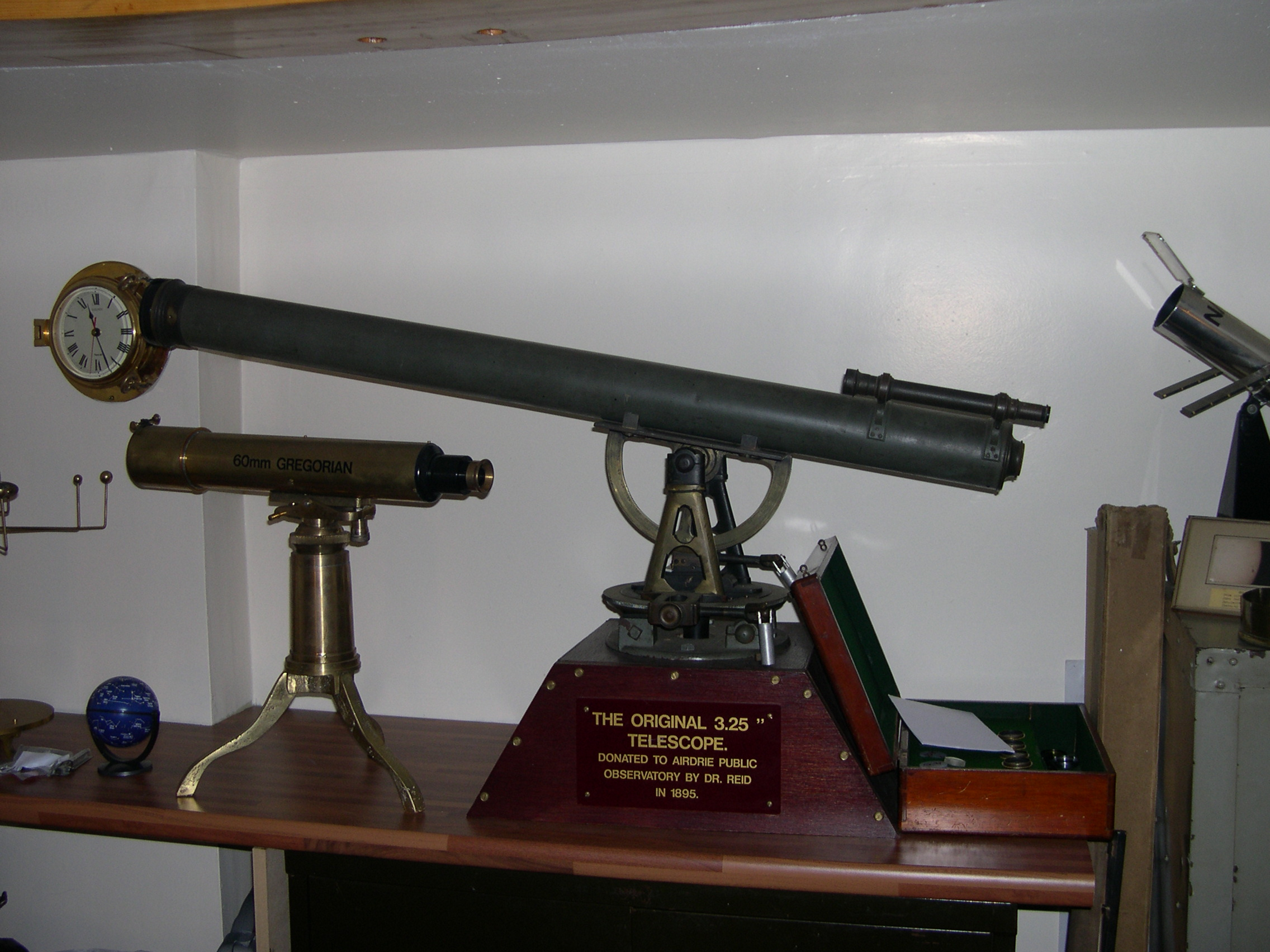
Telescopio refractor de del Dr. Reid en el Observatorio Público de Airdrie

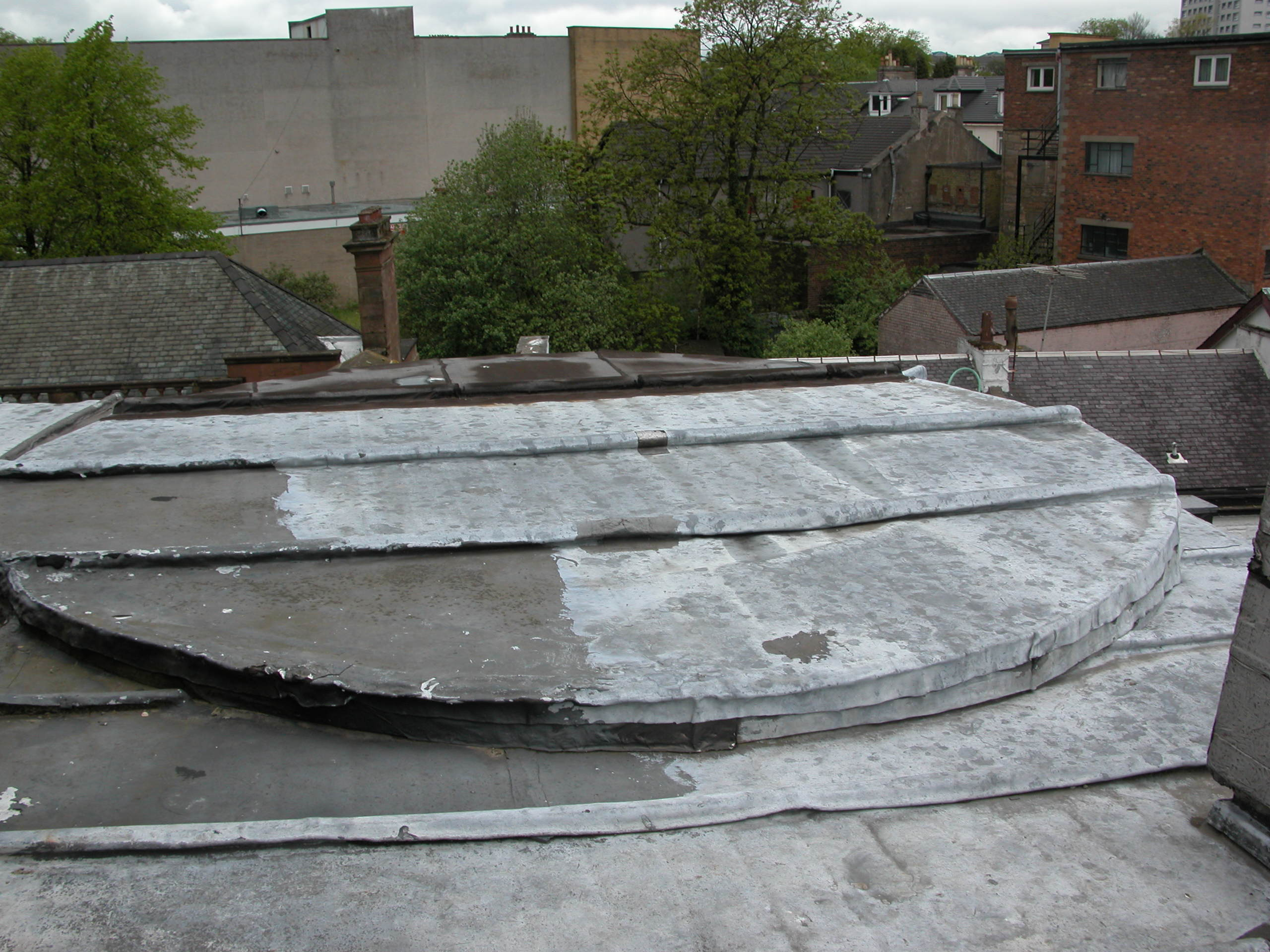
Cúpula del tejado del observatorio original en Anderson Street

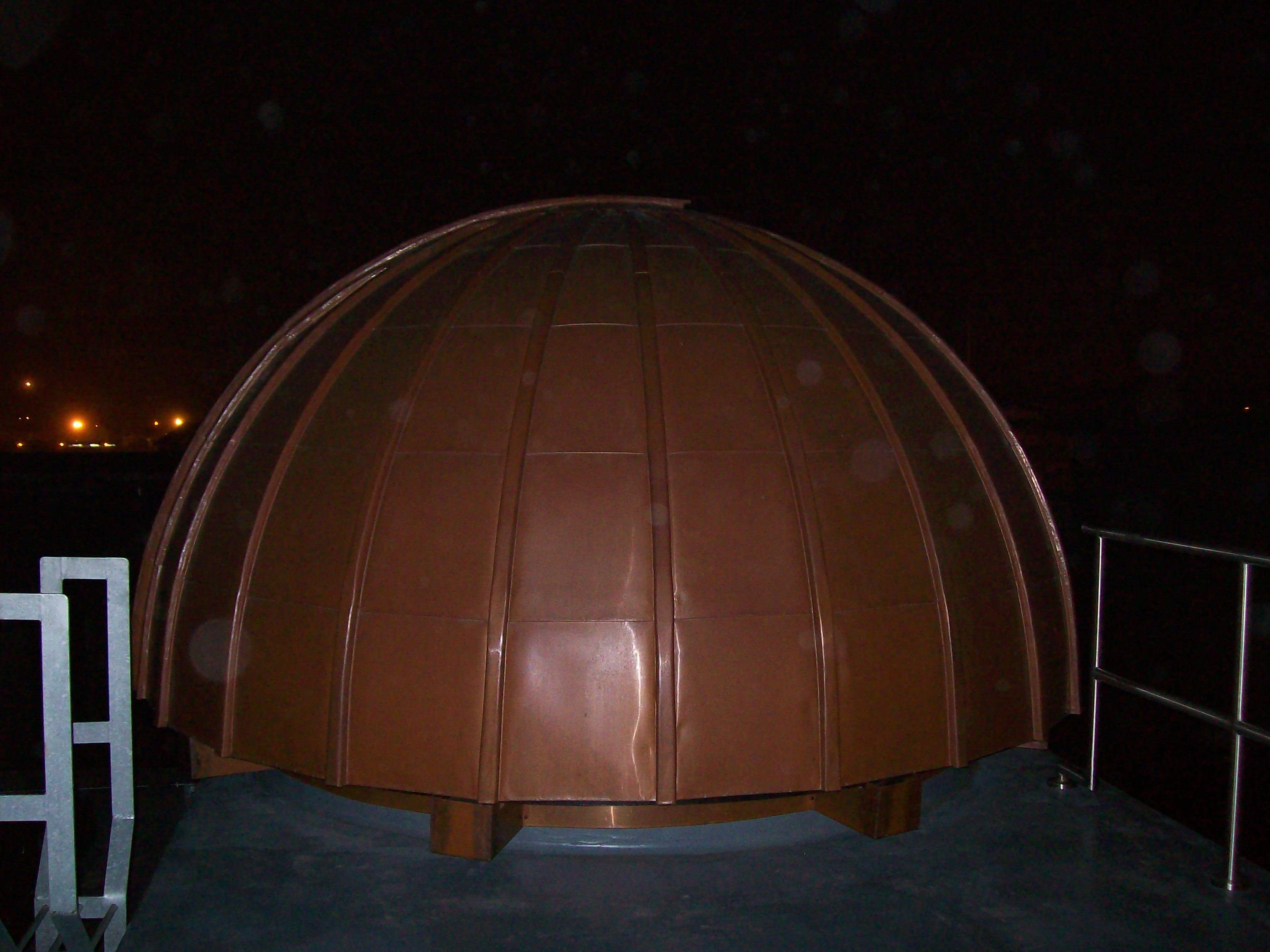
Nueva cúpula del tejado del Observatorio Público de Airdrie

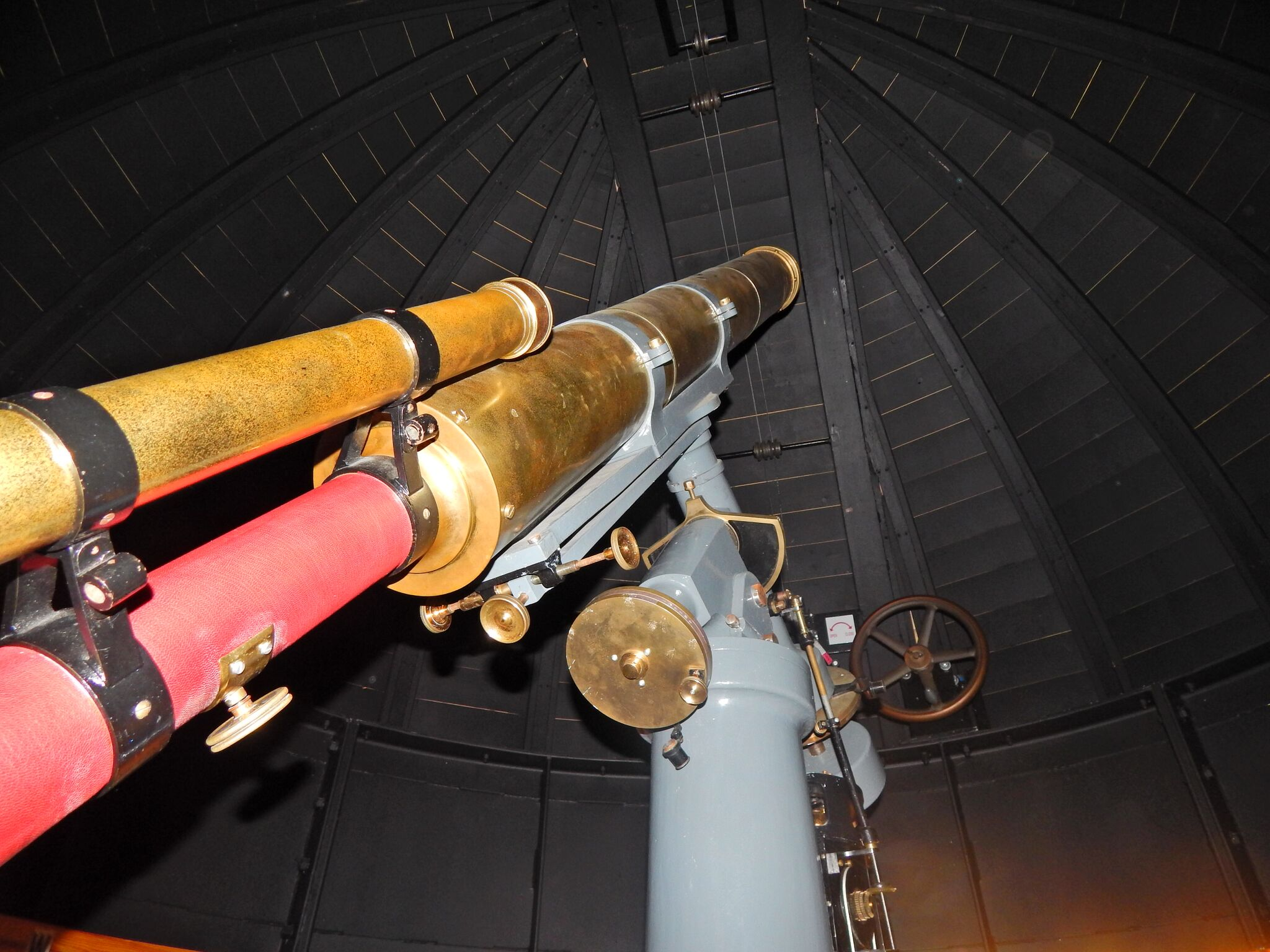
Telescopio Cooke of York renovado en el Observatorio Público de Airdrie

La historia de la biblioteca se remonta a la década de 1850, cuando la ciudad aprobó la Ley de Bibliotecas Públicas.  Su primera sede fue una sala del ayuntamiento, o Town House, como se llamaba. A partir de 1860 se trasladó varias veces hasta la inauguración de su sede actual en 1925.
Se han construido dos edificios para la biblioteca. El primero se inauguró en 1894 con una suscripción pública de más de 1.000 libras y una donación de 1.000 libras de Andrew Carnegie (filántropo de origen escocés) en Anderson Street, el actual Airdrie Arts Centre. El diputado Sir John Wilson donó otras 1.000 libras para condonar la deuda correspondiente.
Insólitamente, la biblioteca ha compartido una historia común con un observatorio. El Observatorio Público de Airdrie se fundó en este edificio en 1896.
El edificio de 1894 resultó demasiado pequeño. El segundo edificio, el actual, fue diseñado por JM Arthur e inaugurado el 25 de septiembre de 1925, financiado por la Caja de Ahorros de Airdrie y una segunda subvención Carnegie.  El periódico local Airdrie and Coatbridge Advertiser dijo lo siguiente al día siguiente; "Aunque aún no está terminado, el nuevo edificio de la biblioteca de Wellwynde Street está lo suficientemente avanzado como para permitir que la ceremonia de inauguración tuviera lugar ayer por la tarde".
El observatorio se trasladó junto con la biblioteca, se construyó un observatorio específico en el tejado de la biblioteca y el conservador del observatorio, el ex-Baillie James Lewis, adquirió un telescopio refractor de latón de 6 pulgadas (152,4 mm) por la suma de 500 libras. También se trajo del antiguo observatorio el telescopio original del Dr. Reid.

## Bandera de los Covenanters
En 1920, la biblioteca recibió una bandera de los Covenanters, que John Main, Laird de Ballochney, llevó en la batalla del puente de Bothwell. La bandera se deterioró debido a la exposición a la luz, pero fue restaurada en 2002 y expuesta de nuevo.

## Cronología

### 1853
En agosto se aprueba la Ley de Bibliotecas Públicas (Escocia), y en noviembre Airdrie es la primera ciudad escocesa en adoptarla, superando en 13 años a Dunfermline.

### 1856
Se obtuvo una cantidad de libros por la suma de £40 de la Institución de Ingenieros Mecánicos y se abrió la Biblioteca en la oficina de los secretarios en la Casa del Pueblo, ahora conocida como el Reloj del Pueblo.

### 1892
Andrew Carnegie había prometido en una carta al Sr. Thomas Jeffrey, de la Caja de Ahorros de Airdrie, una cantidad de dinero equivalente a 1.000 libras (la mitad del dinero necesario para construir una nueva biblioteca) siempre que se adquiriera un terreno y se recaudara localmente la otra mitad del dinero. Tras recibir esta garantía, el 13 de junio de 1892 se hizo un llamamiento público para recaudar fondos, y en octubre de 1892 ya se habían recaudado más de 1.000 libras. Con más de 2.000 libras, se elaboraron los planos para construir la nueva biblioteca en Anderson Street.

### 1894
Se inauguró la nueva biblioteca y el diputado Sir John Wilson condonó parte de la deuda que la acompañaba por valor de 1.000 libras, lo que permitió a la nueva biblioteca funcionar sin deudas a partir de entonces.

### 1896

#### 28 de abril Observatorio público de Airdrie
El Dr. Thomas Reid, eminente oculista de Glasgow, donó a la ciudad un telescopio refractor con cuerpo de latón de 3 pulgadas (76,2 mm) , que se instaló en la biblioteca. También donó la suma de 35 libras para convertir una habitación del último piso, donde se construyó una cúpula en el tejado del edificio para colocarlo. Se fundaba así el Observatorio Público de Airdrie. Robert Dunlop fue el primer conservador honorario, seguido poco después por el Sr. Peter Scotland.

### 1925

#### 25 de septiembre
Se construye una nueva biblioteca cerca de la primera con la ayuda financiera del Airdrie Savings Bank y una segunda subvención del Carnegie United Kingdom Trust. En el tejado de la biblioteca se construyó un nuevo observatorio. Actualmente está gestionado por la Asociación Astronómica de Airdrie (AAA)